# Emili Escaure
Emili Escaure (llatí: Aemilius Scaurus) va ser una família d'origen patrici que formava part de la gens Emília i portava el cognomen d'Escaure. No va agafar importància fins a la part final de la República a partir del darrer quart del segle ii aC. El primer d'aquesta família que es coneix és Luci Emili Escaure, que va ser un dels oficials de la flota romana en la guerra contra Antíoc III l'any 190 aC.
Alguns personatges destacats van ser:
- Marc Emili Escaure (cònsol), cònsol el 115 aC i el 107 aC
- Marc Emili Escaure (governador), governador de Síria i Sardenya
- Emili Escaure (militar), militar romà
- Marc Emili Escaure (pompeià), militar romà
- Mamerc Emili Escaure, poeta i orador romà